# アクチノイド
|   | 3                  | 3                  | 3                  | 3                  | 3                  | 3                  | 3                  | 3                  | 3                  | 3                  | 3                  | 3                  | 3                  | 3                  | 3                  |
| - | ------------------ | ------------------ | ------------------ | ------------------ | ------------------ | ------------------ | ------------------ | ------------------ | ------------------ | ------------------ | ------------------ | ------------------ | ------------------ | ------------------ | ------------------ |
| 6 | 57-71 ランタノイド | 57-71 ランタノイド | 57-71 ランタノイド | 57-71 ランタノイド | 57-71 ランタノイド | 57-71 ランタノイド | 57-71 ランタノイド | 57-71 ランタノイド | 57-71 ランタノイド | 57-71 ランタノイド | 57-71 ランタノイド | 57-71 ランタノイド | 57-71 ランタノイド | 57-71 ランタノイド | 57-71 ランタノイド |
| 7 | 89 Ac              | 90 Th              | 91 Pa              | 92 U               | 93 Np              | 94 Pu              | 95 Am              | 96 Cm              | 97 Bk              | 98 Cf              | 99 Es              | 100 Fm             | 101 Md             | 102 No             | 103 Lr             |

アクチノイド（英: Actinoid）とは、原子番号89から103まで、すなわちアクチニウムからローレンシウムまでの15の元素の総称である。

## 命名
アクチニド（英: actinide、アクチナイドとも）と呼ぶこともあり、またランタノイドと同様に、最初と最後に当たるアクチニウムとローレンシウムの一方または両方をアクチノイドの範囲から除いて呼ぶこともある。IUPAC命名法ではアクチニウムとローレンシウムも含めて「アクチノイド」としている。

## メジャーアクチノイド
アクチノイドのうち、ウランは存在量が突出しており、プルトニウムは核燃料などとしての用途が確立されていることから、特に区別してメジャーアクチノイド (Major actinide) またはメジャーアクチニドと呼ぶ。

## マイナーアクチノイド
アクチノイドに属する超ウラン元素のうちプルトニウムを除いたものをマイナーアクチノイド (Minor actinide) もしくはマイナーアクチニドと呼ぶ。一般にはマイナーアクチノイドに分類されるのはネプツニウム、アメリシウム、キュリウム、バークリウム、カリホルニウム、アインスタイニウム、フェルミウムであるとされている。この中で使用済み核燃料に含まれる重要な同位体はネプツニウム237, アメリシウム241, アメリシウム243, キュリウム242から248とカリホルニウム249から252である。これらは強い放射能を持つ長寿命核種であり、300年から2万年に渡って使用済み核燃料から発生する強い放射線と熱の原因となる ため、放射性廃棄物処理を考える上で大きな問題となる。
また、マイナーアクチノイドは核実験による放射性降下物にも含まれる。

軽水炉における^{238}Puから^{244}Cmの核種変換のフロー。
核分裂を起こす確率は100%から図中の数値を引いたものになる。
核種変換の割合は核種により大きく異なっている。
また、^{245}Cm-^{248}Cm は長寿命核種のため崩壊は無視している。

アメリシウムはアルファ線源およびガンマ線源として工業的に利用されており、例えばさまざまな煙検知器に利用されている。アメリシウムはプルトニウム239やプルトニウム240の中性子捕獲により生成したプルトニウム241がベータ崩壊して生成する。一般に、中性子のエネルギーが高くなるほど核分裂反応断面積と中性子捕獲断面積の比は核分裂が起きやすくなる方向に傾く。このため、MOX燃料を沸騰水型軽水炉や加圧水型軽水炉のような熱中性子炉で燃焼させると高速炉よりも大量のアメリシウムが生成する。したがって、原子炉級プルトニウムにはアメリシウムも大量に含まれており、核兵器の生産には適さない。プルトニウム中のアメリシウム含有量の測定は、未知のプルトニウム試料の由来やアメリシウムを化学的に分離してからの経過時間を知る手段としても利用される。
| 核種    | 存在比   | DLWR  | Dfast | Dsuperthermal |
| ------- | -------- | ----- | ----- | ------------- |
| Np-237  | 0.0539   | 1.12  | -0.59 | -0.46         |
| Pu-238  | 0.0364   | 0.17  | -1.36 | -0.13         |
| Pu-239  | 0.451    | -0.67 | -1.46 | -1.07         |
| Pu-240  | 0.206    | 0.44  | -0.96 | 0.14          |
| Pu-241  | 0.121    | -0.56 | -1.24 | -0.86         |
| Pu-242  | 0.0813   | 1.76  | -0.44 | 1.12          |
| Am-241  | 0.0242   | 1.12  | -0.62 | -0.54         |
| Am-242m | 0.000088 | 0.15  | -1.36 | -1.53         |
| Am-243  | 0.0179   | 0.82  | -0.60 | 0.21          |
| Cm-243  | 0.00011  | -1.90 | -2.13 | -1.63         |
| Cm-244  | 0.00765  | -0.15 | -1.39 | -0.48         |
| Cm-245  | 0.000638 | -1.48 | -2.51 | -1.37         |
| 合計    | 合計     | -0.03 | -1.16 | -0.51         |

## 性質
全て放射性元素。トリウム、ウラン、プルトニウム以外のアクチノイド元素は、仮に可視できる量に人間が素手で触れた場合、早期に命に危険が及ぶほど放射能が強い。半減期が数年〜数十年のアクチニウム、アインスタイニウムなどは強力な放射線によって、ごく僅かな量であっても明確に目視できる強さの光を自然に放つ。
トリウムとウランには半減期が数億年以上の長命な同位体が存在するためにまとまった量が天然に存在するが、他の元素は天然には全くないか、ごく僅かしか存在せず、ほとんどが人工的に作られたものである。特にウランより重いネプツニウム以降の元素のことを超ウラン元素といい、ほぼ自然界には存在しない。このため物理的、化学的性質の詳細はとりわけ不明な部分が多い。
| 軌道 | 1s-5d | 5f | 6s   | 6p   | 6d | 7s | 7p |
| ---- | ----- | -- | ---- | ---- | -- | -- | -- |
| Fr   | [Rn]  |    | [Rn] | [Rn] |    | 1  |    |
| Ra   | [Rn]  |    | [Rn] | [Rn] |    | 2  |    |
| Ac   | [Rn]  |    | [Rn] | [Rn] | 1  | 2  |    |
| Th   | [Rn]  |    | [Rn] | [Rn] | 2  | 2  |    |
| Pa   | [Rn]  | 2  | [Rn] | [Rn] | 1  | 2  |    |
| U    | [Rn]  | 3  | [Rn] | [Rn] | 1  | 2  |    |
| Np   | [Rn]  | 4  | [Rn] | [Rn] | 1  | 2  |    |
| Pu   | [Rn]  | 6  | [Rn] | [Rn] |    | 2  |    |
| Am   | [Rn]  | 7  | [Rn] | [Rn] |    | 2  |    |
| Cm   | [Rn]  | 7  | [Rn] | [Rn] | 1  | 2  |    |
| Bk   | [Rn]  | 9  | [Rn] | [Rn] |    | 2  |    |
| Cf   | [Rn]  | 10 | [Rn] | [Rn] |    | 2  |    |
| Es   | [Rn]  | 11 | [Rn] | [Rn] |    | 2  |    |
| Fm   | [Rn]  | 12 | [Rn] | [Rn] |    | 2  |    |
| Md   | [Rn]  | 13 | [Rn] | [Rn] |    | 2  |    |
| No   | [Rn]  | 14 | [Rn] | [Rn] |    | 2  |    |
| Lr   | [Rn]  | 14 | [Rn] | [Rn] |    | 2  | 1  |
| Rf   | [Rn]  | 14 | [Rn] | [Rn] | 2  | 2  |    |

アクチノイドは、5f軌道の電子が詰まり（占有され）始める元素のシリーズで、4f軌道が詰まり始めるランタノイドと化学的性質が類似する。ただし電子の詰まり方はランタノイドとはやや異なり、アメリシウムより軽い方の元素では6d軌道にも電子が入り込む。そのため、ランタノイド及びアメリシウムより重いアクチノイドでは典型的な原子価が3価であるのに対して、アメリシウムより軽い方では3-6価の原子価を取る。またローレンシウムで5f軌道を充填した次の電子は、ルテチウムと異なり6d軌道ではなく7p軌道に入る。この理由はよくわかっていない。
ランタノイド収縮と同様に、アクチノイドも内側の5f軌道が先に詰まっていくため、原子番号が大きくなるほど原子半径、イオン半径が短くなる（アクチノイド収縮）。
アクチノイドの化合物の中には、フェルミエネルギー上の電子の有効質量が自由電子のものより2、3桁も大きい、重い電子系(Heavy fermion)と呼ばれる性質を持つものがある。
5f、6d、7sなどの外側の軌道は、相対論効果の影響も受ける（例：スピン軌道相互作用←d軌道やf軌道に対して）。